# Le Fay
Le Fay és un municipi francès, situat al departament de Saona i Loira i a la regió de Borgonya - Franc Comtat. L'any 2007 tenia 600 habitants.

## Demografia

### Població
El 2007 la població de fet de Le Fay era de 600 persones. Hi havia 254 famílies, de les quals 72 eren unipersonals (40 homes vivint sols i 32 dones vivint soles), 91 parelles sense fills, 75 parelles amb fills i 16 famílies monoparentals amb fills.
La població ha evolucionat segons el següent gràfic:
Habitants censats

### Habitatges
El 2007 hi havia 375 habitatges, 267 eren l'habitatge principal de la família, 79 eren segones residències i 30 estaven desocupats. 353 eren cases i 19 eren apartaments. Dels 267 habitatges principals, 218 estaven ocupats pels seus propietaris, 41 estaven llogats i ocupats pels llogaters i 7 estaven cedits a títol gratuït; 1 tenia una cambra, 15 en tenien dues, 52 en tenien tres, 89 en tenien quatre i 110 en tenien cinc o més. 236 habitatges disposaven pel capbaix d'una plaça de pàrquing. A 96 habitatges hi havia un automòbil i a 140 n'hi havia dos o més.

### Piràmide de població
La piràmide de població per edats i sexe el 2009 era:
| Homes | Edats   | Dones |
| ----- | ------- | ----- |
| 4     | 95 o +  | 0     |
| 0     | 90 a 94 | 8     |
| 4     | 85 a 89 | 0     |
| 8     | 80 a 84 | 4     |
| 12    | 75 a 79 | 28    |
| 16    | 70 a 74 | 32    |
| 4     | 65 a 69 | 24    |
| 12    | 60 a 64 | 16    |
| 16    | 55 a 59 | 12    |
| 16    | 50 a 54 | 8     |
| 24    | 45 a 49 | 16    |
| 52    | 40 a 44 | 20    |
| 24    | 35 a 39 | 28    |
| 8     | 30 a 34 | 4     |
| 12    | 25 a 29 | 12    |
| 24    | 20 a 24 | 12    |
| 8     | 15 a 19 | 8     |
| 8     | 10 a 14 | 16    |
| 24    | 5 a 9   | 24    |
| 20    | 0 a 4   | 8     |

## Economia
El 2007 la població en edat de treballar era de 383 persones, 271 eren actives i 112 eren inactives. De les 271 persones actives 255 estaven ocupades (135 homes i 120 dones) i 16 estaven aturades (9 homes i 7 dones). De les 112 persones inactives 53 estaven jubilades, 23 estaven estudiant i 36 estaven classificades com a «altres inactius».

### Ingressos
El 2009 a Le Fay hi havia 268 unitats fiscals que integraven 620 persones, la mediana anual d'ingressos fiscals per persona era de 15.412 €.

### Activitats econòmiques
Dels 20 establiments que hi havia el 2007, 2 eren d'empreses alimentàries, 3 d'empreses de fabricació d'altres productes industrials, 8 d'empreses de construcció, 2 d'empreses de comerç i reparació d'automòbils, 2 d'empreses de transport, 1 d'una empresa immobiliària i 2 d'empreses classificades com a «altres activitats de serveis».
Dels 9 establiments de servei als particulars que hi havia el 2009, 1 era una oficina de correu, 1 paleta, 3 fusteries, 2 lampisteries, 1 electricista i 1 perruqueria.
Dels 2 establiments comercials que hi havia el 2009, 1 era una botiga de menys de 120 m² i 1 una fleca.
L'any 2000 a Le Fay hi havia 31 explotacions agrícoles que ocupaven un total de 754 hectàrees.

## Equipaments sanitaris i escolars
El 2009 hi havia una escola elemental integrada dins d'un grup escolar amb les comunes properes formant una escola dispersa.

## Poblacions més properes
El següent diagrama mostra les poblacions més properes.